# Ганско-тоголезские отношения
Ганско-тоголезские отношения — двусторонние дипломатические отношения между Ганой и Того. Протяжённость государственной границы между странами составляет 1098 километров.

## История
В 1960-х годах отношения между странами были нестабильны, негативными факторами были политические разногласия и контрабанда через их общую границу. В середине 1970-х годов президент Того генерал Гнассингбе Эйадема заявил о территориальных претензиях на всю территорию соседней Ганы. В 1976 году были сформированы Освободительное движение Тоголенда и Национально-освободительное движение в Западном Тоголенде, которые выступали за отделение от Ганы. Правительство Гнассингбе Эйадема публично поддержало их требования, хотя впоследствии согласилось сотрудничать с правительством Ганы в борьбе с этими сепаратистскими движениями и контрабандой. Президент Того Гнассингбе Эйадема был вынужден изменить свою позицию из-за зависимости страны от экспорта электричества из Ганы. Временный совет национальной обороны Ганы неоднократно обвинял Того и Кот-д'Ивуар в укрытии вооруженных ганских повстанцев, которые планировали свергнуть действующее правительство страны. В июне 1983 года повстанцы осуществили нападение на правительственные объекты Ганы, большинство из нападавших прибыли с территории Того. В августе 1985 года президент Того обвинил власти Ганы в соучастии организации терактов в Ломе. В июле 1988 года примерно 124 выходца из Ганы были депортированы тоголезскими властями. В октябре 1990 года отношения между странами значительно улучшились, после того как власти Того согласились разрешить деятельность оппозиционных партий в стране. В 1991 году страны подписали несколько двусторонних соглашений.
26 января 1993 года в Того произошли волнения, которые были жестоко подавлены правительственными властями и в результате чего сотни тысяч тоголезцев бежали в Гану. В конце января 1993 года ганские войска были приведены в состояние полной боевой готовности, хотя министр иностранных дел Ганы Обад Асамоа выступил с заявлением, что эти действия не направлены против Того. В мае 1993 года правительство Того частично закрыло границу с Ганой, выезд разрешался только тем у кого есть специальное разрешение от министерства внутренних дел. К началу июня 1993 года около половины из 600 000 жителей Ломе бежали в соседние Гану и Бенин. В начале 1994 года отношения между Ганой и Того ещё ухудшились. 6 января 1994 года в Ломе начались вооружённые столкновения. Тоголезское правительство обвинило Гану в прямом или косвенном участии в этих событиях, в Ломе был арестован поверенный в делах Ганы. Затем тоголезские войска атаковали пограничный пост, погибло двенадцать ганских солдат. Обстрелу также подверглись лагеря для беженцев. Правительство Ганы объявило, что Того будет необходимо выделить компенсации семьям погибших. В августе 1994 года отношения между странами улучшились, правительство Того поддержало назначение Джерри Ролингса на пост председателя ЭКОВАС.
В январе 2001 года президент Ганы Джон Куфуор посетил Того с официальным визитом, стороны договорились открыть новую главу в отношениях между странами. В 2005 году отношения между Ганой и Того находились на самой высокой отметке за последние четыре десятилетия. Но проблемные вопросы остались: через восточную границу Ганы продолжили прибывать беженцы, в страну попадало незарегистрированное оружие из Того. На экономику Ганы проблема беженцев оказывает пагубное действие, страна сама нуждается в помощи. Нестабильная ситуация в Того повредила сухопутной торговле Ганы с Бенином и Нигерией. В ноябре 2014 года президент Того Фор Гнассингбе посетил Гану с трехдневным официальным визитом. В 2016 году в Того проживало 9648 беженцев из Ганы.